# Gängtejp

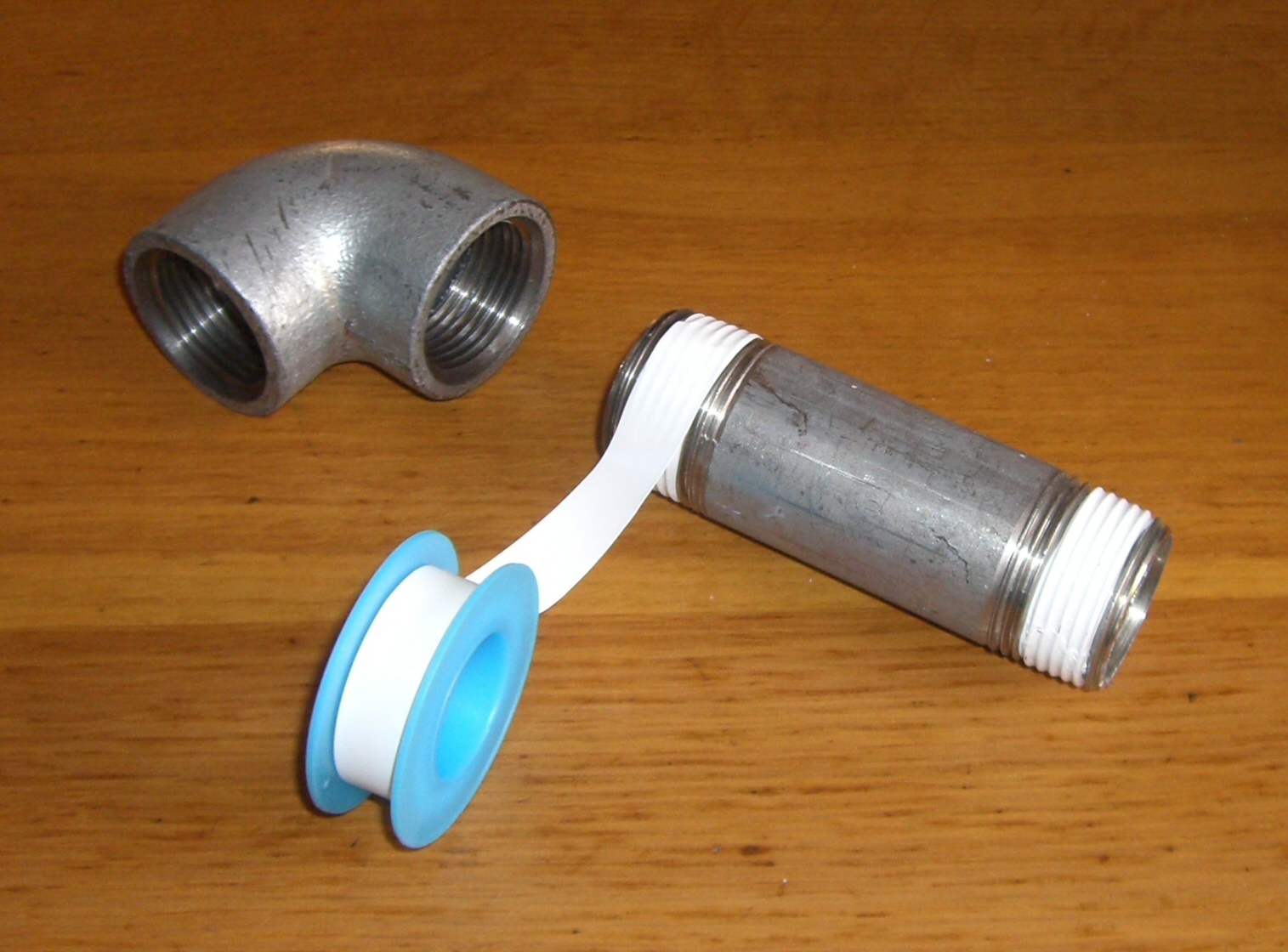
Gängtejp

Gängtejp är ett mycket tunt, ca 10 mm brett teflonband, som används vid tätning av gängade förband, exempelvis inom rörmokeri. Teflontejp har ersatt för lin, som förut användes vid tätning.
Teflontejp måste viras medurs, om man har röränden vänd mot sig. Till skillnad från lintätning blir teflontejpstätning osäker, om man börjar taga isär rördelarna efter att ha gängat ihop dem.